# Bruno Corbucci
Bruno Corbucci (Roma, 23 ottobre 1931 – Roma, 6 settembre 1996) è stato un regista e sceneggiatore italiano.

## Biografia

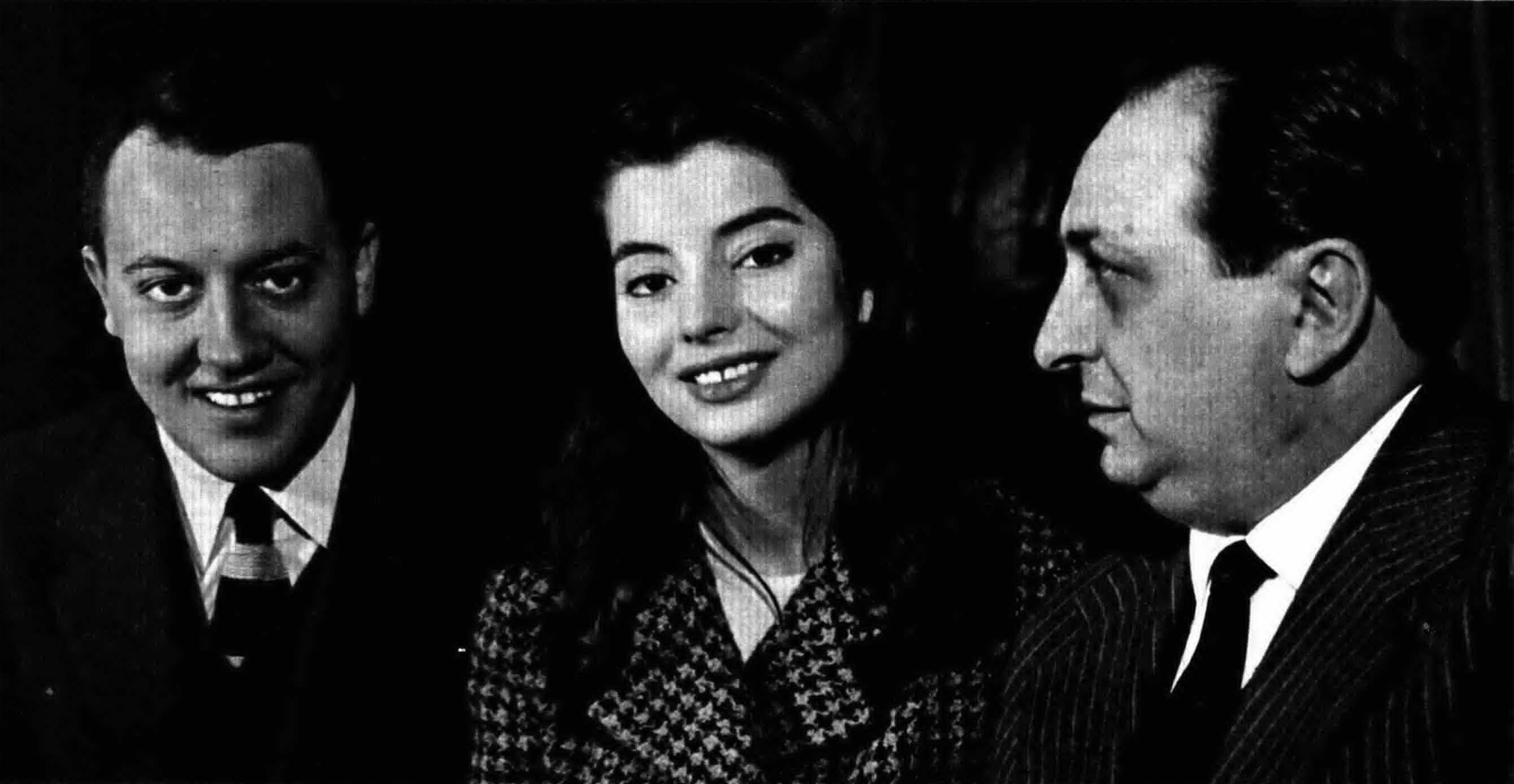
Bruno Corbucci, Jacqueline Sassard e Giovanni Grimaldi nel backstage dello show Rai Ventaglio (1960)

Fratello di Sergio Corbucci, iniziò come sceneggiatore di film, soprattutto comici, con Erminio Macario e poi con Totò, e questa sua vocazione lo seguirà lungo tutta la carriera. Il suo esordio da regista avvenne a metà anni sessanta, dirigendo Lando Buzzanca nel dittico James Tont operazione U.N.O. (1965) e James Tont operazione D.U.E. (1966), parodie del famoso agente 007, cui seguì il western all'italiana Spara, Gringo, spara (1968). La fama arrivò con la serie di film poliziotteschi del maresciallo Nico Giraldi, interpretati da Tomas Milian, iniziata nel 1976 con Squadra antiscippo e terminata nel 1984 con Delitto al Blue Gay. Nel 1977 Corbucci dirige la commedia erotica ambientata nell'antica Roma, Messalina, Messalina!, una biografia satirica della famosa imperatrice romana Valeria Messalina (interpretata dalla star della rivista americana Penthouse Anneka Di Lorenzo).
Tra i suoi film più conosciuti vi sono quelli girati con Bud Spencer, quali Cane e gatto (1983), in coppia con Milian, Miami Supercops (I poliziotti dell'8ª strada) (1985), il penultimo interpretato da Spencer insieme all'abituale partner Terence Hill, e Superfantagenio (1986). In seguito si dedicò alla regia di serie televisive, tra cui le due stagioni di Classe di ferro (1989-1991) e Quelli della speciale (1993).

### Camei
Corbucci apparve in diversi dei suoi film in piccoli ruoli: nel film Il trafficone (1974) interpreta la parte dell'onorevole Licanzi; in Delitto al ristorante cinese (1981) è un killer nel film proiettato al cinema dove si reca l'ispettore Giraldi; nel film La casa stregata (1982) compare nel ruolo del veterinario; in Delitto sull'autostrada (1982) interpreta un proprietario di auto distratto e in Cane e gatto (1983) il capo stazione.
Nella serie televisiva Classe di ferro (1989-1991) interpretava il generale Anselmi. 
Apparve anche in Totò d'Arabia (1965) nella parte di uno spettatore alla corrida.

### Malattia e morte
Già durante le riprese di Superfantagenio, Bruno Corbucci era costretto a sottoporsi a dialisi a causa di una insufficienza renale cronica: ciò non gli impedì comunque di lavorare.
Morì in una clinica romana il 6 settembre 1996, in seguito ad un arresto cardiaco. Il funerale si svolse tre giorni dopo, alla presenza di tanti colleghi, nella basilica di Santa Maria del Popolo in piazza del Popolo; è sepolto nella tomba di famiglia presso il cimitero del Verano a Roma.

## Filmografia

### Regista

#### Cinema
- James Tont operazione U.N.O. (1965)
- Questo pazzo, pazzo mondo della canzone (1965)
- James Tont operazione D.U.E. (1966)
- Ringo e Gringo contro tutti (1966)
- Spia spione (1967)
- Riderà (Cuore matto) (1967)
- Marinai in coperta (1967)
- Peggio per me... meglio per te (1967)
- Zum Zum Zum - La canzone che mi passa per la testa (1968)
- Spara, Gringo, spara (1968)
- I 2 pompieri (1968)
- Zum Zum Zum nº 2 (1969)
- Isabella duchessa dei diavoli (1969)
- Lisa dagli occhi blu (1969)
- Nel giorno del Signore (1970)
- Due bianchi nell'Africa nera (1970)
- Bolidi sull'asfalto - A tutta birra! (1970)
- Il furto è l'anima del commercio!?... (1971)
- Quando gli uomini armarono la clava e... con le donne fecero din-don (1971)
- Io non spezzo... rompo (1971)
- Boccaccio (1972)
- Il prode Anselmo e il suo scudiero (1972)
- Tutti per uno botte per tutti (1973)
- A forza di sberle (1974)
- Il trafficone (1974)
- Squadra antiscippo (1976)
- Squadra antifurto (1976)
- Messalina, Messalina! (1977)
- Squadra antitruffa (1977)
- Il figlio dello sceicco (1977)
- Squadra antimafia (1978)
- Squadra antigangsters (1979)
- Assassinio sul Tevere (1979)
- Agenzia Riccardo Finzi... praticamente detective (1979)
- Delitto a Porta Romana (1980)
- Uno contro l'altro, praticamente amici (1981)
- Delitto al ristorante cinese (1981)
- Il ficcanaso (1981)
- La casa stregata (1982)
- Delitto sull'autostrada (1982)
- Cane e gatto (1983)
- Il diavolo e l'acquasanta (1983)
- Delitto in Formula Uno (1983)
- Delitto al Blue Gay (1984)
- Miami Supercops (I poliziotti dell'8ª strada) (1985)
- Superfantagenio (1986)
- Rimini Rimini - Un anno dopo (1988)

#### Televisione
- Le volpi della notte – film TV (1986)
- Kamikaze – film TV (1986)
- Classe di ferro – serie TV, 2 stagioni (1989-1991)
- Quelli della speciale – miniserie TV (1993)

### Sceneggiatore

#### Cinema
- A vent'anni è sempre festa, regia di Vittorio Duse (1957)
- Il bacio del sole (Don Vesuvio), regia di Siro Marcellini (1958)
- Chi si ferma è perduto, regia di Sergio Corbucci (1961)
- Totò, Peppino e... la dolce vita, regia di Sergio Corbucci (1961)
- I magnifici tre, regia di Giorgio Simonelli (1961)
- I due marescialli, regia di Sergio Corbucci (1961)
- I soliti rapinatori a Milano, regia di Giulio Petroni (1961)
- Totò contro Maciste, regia di Fernando Cerchio (1962)
- I due colonnelli, regia di Steno (1962)
- Il giorno più corto, regia di Sergio Corbucci (1962)
- I due della legione, regia di Lucio Fulci (1962)
- Il figlio di Spartacus, regia di Sergio Corbucci (1962)
- Totò diabolicus, regia di Steno (1962)
- Colpo gobbo all'italiana, regia di Lucio Fulci (1962)
- I 4 monaci, regia di Carlo Ludovico Bragaglia (1962)
- Lo smemorato di Collegno, regia di Sergio Corbucci (1962)
- Totò di notte n. 1, regia di Mario Amendola (1962)
- Horror, regia di Alberto De Martino (1963)
- Avventura al motel, regia di Renato Polselli (1963)
- I terribili 7, regia di Raffaello Matarazzo (1963)
- L'ultima carica, regia di Leopoldo Savona  (1963)
- I quattro moschettieri, regia di Carlo Ludovico Bragaglia (1963)
- Il monaco di Monza, regia di Sergio Corbucci (1963)
- Gli onorevoli, regia di Sergio Corbucci (1963)
- Totò e Cleopatra, regia di Fernando Cerchio (1963)
- Totò sexy, regia di Mario Amendola (1963)
- Totò contro i quattro, regia di Steno (1963)
- I due mafiosi, regia di Giorgio Simonelli (1963)
- Che fine ha fatto Totò Baby?, regia di Ottavio Alessi (1964)
- In ginocchio da te, regia di Ettore Maria Fizzarotti (1964)
- Una lacrima sul viso, regia di Ettore Maria Fizzarotti (1964)
- Totò d'Arabia, regia di José Antonio de la Loma (1964)
- Danza macabra, regia di Antonio Margheriti (1964)
- Gli amanti latini, regia di Mario Costa (1965)
- I figli del leopardo, regia di Sergio Corbucci (1965)
- Non son degno di te, regia di Ettore Maria Fizzarotti (1965)
- Se non avessi più te, regia di Ettore Maria Fizzarotti (1965)
- Django, regia di Sergio Corbucci (1966)
- Kiss Kiss... Bang Bang, regia di Duccio Tessari (1966)
- Per qualche dollaro in meno, regia di Mario Mattoli (1966)
- Il vostro superagente Flit, regia di Mariano Laurenti  (1966)
- Addio mamma, regia di Mario Amendola (1967)
- Cuore matto... matto da legare, regia di Mario Amendola (1967)
- La lunga notte di Tombstone, regia di Jaime Jesus Balcazar (1967)
- Odio per odio, regia di Domenico Paolella  (1967)
- ...dai nemici mi guardo io!, regia di Mario Amendola (1968)
- Donne... botte e bersaglieri, regia di Ruggero Deodato (1968)
- Vacanze sulla Costa Smeralda, regia di Ruggero Deodato (1968)
- Il grande silenzio, regia di Sergio Corbucci (1968)
- Franco, Ciccio e il pirata Barbanera, regia di Mario Amendola (1969)
- Pensiero d'amore, regia di Mario Amendola (1969)
- Franco e Ciccio sul sentiero di guerra, regia di Aldo Grimaldi (1969)
- Ma chi t'ha dato la patente?, regia di Nando Cicero (1970)
- La prima notte del dottor Danieli, industriale, col complesso del... giocattolo, regia di Giovanni Grimaldi (1970)
- Amore Formula 2, regia di Mario Amendola (1970)
- Lacrime d'amore, regia di Mario Amendola (1970)
- Lady Barbara, regia di Mario Amendola (1970)
- Le belve, regia di Giovanni Grimaldi (1971)
- Nella stretta morsa del ragno, regia di Antonio Margheriti (1971)
- Storia di fifa e di coltello - Er seguito d'er più, regia di Mario Amendola (1972)
- Decameron proibitissimo (Boccaccio mio statte zitto), regia di Marino Girolami (1972)
- Kid il monello del West, regia di Tonino Ricci (1973)
- Le Amazzoni - Donne d'amore e di guerra, regia di Alfonso Brescia (1973)
- L'altra faccia del padrino, regia di Franco Prosperi (1973)
- Pasqualino Cammarata... capitano di fregata, regia di Mario Amendola (1973)
- Storia de fratelli e de cortelli, regia di Mario Amendola (1973)
- 4 marmittoni alle grandi manovre, regia di Marino Girolami (1974)
- Africa Express, regia di Michele Lupo (1975)
- Di che segno sei?, regia di Sergio Corbucci (1975)
- Due sul pianerottolo, regia di Mario Amendola (1975)
- Il giustiziere di mezzogiorno, regia di Mario Amendola (1975)
- Il cav. Costante Nicosia demoniaco ovvero: Dracula in Brianza, regia di Lucio Fulci (1975)
- La gang dell'anno santo, regia di Jean Girault (1976)
- L'affittacamere, regia di Mariano Laurenti (1976)
- Safari Express, regia di Duccio Tessari (1976)
- Pari e dispari, regia di Sergio Corbucci (1978)
- Il lupo e l'agnello, regia di Francesco Massaro (1980)
- Mi faccio la barca, regia di Sergio Corbucci (1980)
- Viuuulentemente mia, regia di Carlo Vanzina (1982)
- Banana Joe, regia di Steno (1982)
- Dance music, regia di Vittorio De Sisti (1983)
- Occhio, malocchio, prezzemolo e finocchio, regia di Sergio Martino (1983)
- Rimini Rimini, regia di Sergio Corbucci (1987)
- Roba da ricchi, regia di Sergio Corbucci (1987)

#### Televisione
- Il marziano Filippo – sceneggiato TV (1956)
- Er Lando furioso – programma TV (1976)

### Attore
- Il trafficone, regia di Bruno Corbucci (1974)
- Squadra antigangsters, regia di Bruno Corbucci (1979)
- Il ficcanaso, regia di Bruno Corbucci (1981)
- La casa stregata, regia di Bruno Corbucci (1982)
- Cane e gatto, regia di Bruno Corbucci (1983)
- Miami Supercops (I poliziotti dell'8ª strada), regia di Bruno Corbucci (1985)